# روبر لالوند
روبر لالوند (به فرانسوی: Robert Lalonde) نویسنده، شاعر و نمایش‌نامه‌نویس قرن بیستم میلادی اهل فرانسه است.